# Константин (требака)
«Константин» или «Святой Константин» — требака французского флота, а затем Черноморского флота Российской империи, участник войны с Францией 1798—1800 годов и русско-турецкой войны 1806—1812 годов.

## Описание судна
Сведений о размерах, осадке, месте и времени постройки судна, а также о построившем его корабельном мастере не сохранилось. Известно только, что во время службы в составе французского флота, требака была вооружена двумя орудиями.

## История службы
8 (19) мая 1799 года двухпушечная требака с ценным грузом подошла к Анконе, где была встречена и захвачена отрядом судов из эскадры контр-адмирала П. В. Пустошкина, состоявшим из бригантины «Макарий», под командованием лейтенанта Ратманова, и двух вооружённых баркасов. При этом на помощь требаке из Анконской гавани вышли 10 французских канонерских лодок, однако их атака была отбита огнём бригантины «Макарий». Захваченная требака вошла в состав Черноморского флота под именем «Константин».
Продолжила участие в войне с Францией 1798—1800 годов на стороне России. 22 июня (3 июля) 1799 года в составе эскадры вице-адмирала П. В. Пустошкина пришла в Корфу. C 24 июля (4 августа) по 3 (14) августа в составе эскадры вице-адмирала Ф. Ф. Ушакова перешла в Мессину.
19 (30) августа в составе отряда П. В. Пустошкина, состоявшего также из кораблей «Михаил», «Симеон и Анна» и поляка «Экспедицион», покинула Мессину и к 30 августа (10 сентября) подошёл к Ливорно. В задачи отряда входило пресечение подвоза неприятелю запасов и прикрытия Ливорно, где находились тылы и склады наших войск. 27 сентября (8 октября) отряд покинул Ливорно и  к 29 сентября (10 октября) подошла к Специи.
Базируясь в Специи, требака вместе с остальными судами отряда принимала участие в блокаде Генуи. Доставляла из Специи депеши и ходила за провиантом в Ливорно. 15 (26) ноября принимала участие в обстреле войск противника и уничтожении французских транспортных судов у крепости Святого Маврикия. 7 (19) марта 1800 года с отрядом вернулась в Мессину. С марта по май 1800 года требака дважды доставляла депешами адмиралу Ф. Ф. Ушакову в Корфу. 6 (17) июля в составе эскадры Ф. Ф. Ушакова требака покинула Корфу и к 29 октября (10 ноября) прибыла в Севастополь.
В кампании 1801 и 1802 годов года на судне выполнялись гидрографические работы: требака совершала плавания в Азовском и Чёрном морях, в результате которых была выполнена опись западного берега Чёрного моря от Одессы до пролива Босфор и составлена меркаторская карта Чёрного моря. В 1802 году также использовалась как брандвахтенное судно. В кампанию 1803 года вновь привлекалась к выполнению работ по описи Азовского моря. Ежегодно с 1804 по 1806 год выходила в плавания в Чёрное и Азовское моря.
Принимала участие в русско-турецкой войне 1806—1812 годов. В 1807 и 1808 годах выходила в крейсерство в Чёрное море. В мае 1809 года, во время крейсерства устье Дуная, отрядом, в составе которого находилась требака, было захвачено несколько судов неприятеля. 9 (21) октября выходила к Варне в составе отряда, в который входили два линейных корабля «Анапа» и «Правый», на поиск судов противника, но, не обнаружив турецких судов, 26 октября (7 ноября) вернулась в Севастополь. 19 июня (1 июля) 1810 года вышла из Севастополя в составе отряда капитан-лейтенанта П. А. де Додта и 9 (21) июля прибыла к Сухум-Кале. 9 (21) и 10 (22) июля принимала участие в бомбардировке укреплений, а 11 (23) июля — в высадке десанта, взявшего крепость.
В 1811—1813 годах выходила в крейсерство к анатолийскому берегу. В 1814 и 1815 годах несла брандвахтенную службу на сухумском рейде, а в 1816 году — карантинно-брандвахтенную службу на севастопольском рейде. В 1820 году совершала плавания в Чёрном море, в том же году подверглась тимберовке в Севастополе. В 1821 году совершала плавания в Чёрном море. В кампанию 1822 года находилась на севастопольском рейде. С 1823 по 1825 год выходила в плавания в Чёрное море. С 1824 по 1828 год занимала брандвахтенный пост в Таганроге. В кампании 1830 и 1831 годов также несла брандвахтенную службу на таганрогском рейде.

## Командиры требаки
Сведений о командирах требаки «Константин» в составе французского флота не найдено. Командирами судна в российском императорском флоте в разное время служили:
- Погони (1799—1800 годы);
- М. Ю. Сайкин (Сакин) (1801 год);
- мичман Н. Д. Критский (1801 год)[22];
- лейтенант И. М. Будищев(1801—1802 годы)[23];
- лейтенант Д. Г. Навроцкий (1802 год)[24];
- С. А. Попандопуло (1804—1805 годы);
- Т. А. Матвеев (1807 год);
- С. А. Антипа (1808)[источник не указан 1282 дня];
- И. И. Свинкин (с июля 1808 года по 1809 год);
- Т. Д. Лильендаль (1810—1815 годы);
- лейтенант Я. Я. Шостенко (1816 год)[21];
- лейтенант Л. И. Черников (до сентября 1820 года)[25];
- лейтенант М. Ф. Хомутов (с сентября 1820 года по 1822 год)[19];
- лейтенант Г. А. Синицын (1823 год[комм. 1])[26];
- С. Е. Бралиан (Бральянт) (1824 год);
- капитан-лейтенант П. В. Александрович (1825—1828 годы);
- лейтенант В. Д. Примо (1830—1831 годы)[21].